# 何毓璋
何毓璋（?—?），字達夫，陝西省石泉縣人，清朝政治人物、進士出身。

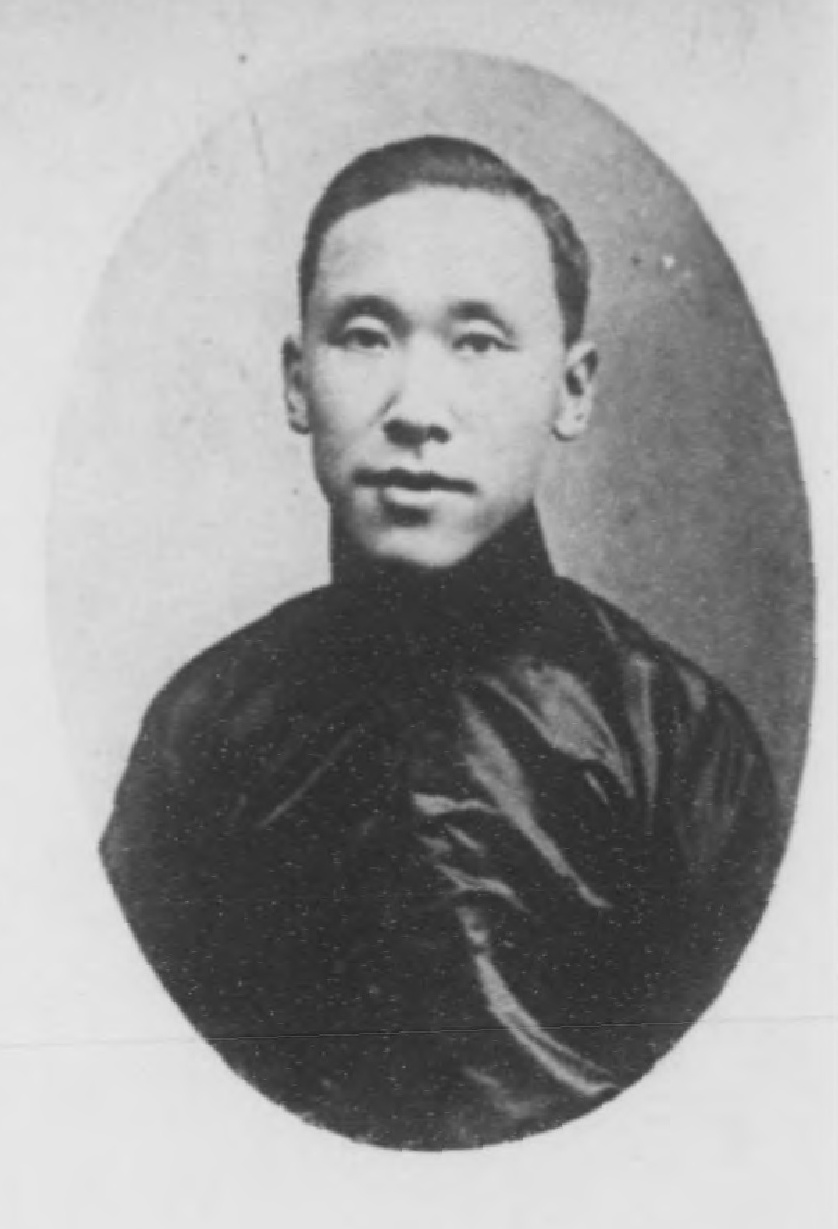
何毓璋的個人近照

光緒三十年（1904年），會試第98名，殿試登進士二甲54名。宣統元年（1909年），授通許縣知縣，后因丁憂請開缺。